# Portrait de Beatrice Hastings (Modigliani, Toronto)
Pour les articles homonymes, voir Portrait de Beatrice Hastings.
Portrait de Beatrice Hastings est un tableau réalisé par le peintre italien Amedeo Modigliani en 1915. Cette huile sur carton est le portrait en buste de Beatrice Hastings, femme de lettres britannique. Don de Sam et Ayala Zacks en 1970, l'œuvre est conservée au Musée des beaux-arts de l'Ontario, à Toronto, au Canada. Une peinture très similaire mais figurant cette fois le modèle à mi-corps se trouve quant à elle dans une collection privée.